# Rhyacophila ebria
Rhyacophila ebria là một loài Trichoptera trong họ Rhyacophilidae. Chúng phân bố ở miền Tân bắc.